# 로우 (영화)
《로우》(프랑스어: Grave, 영어: Raw)는 2016년에 제작된 프랑스, 벨기에의 공포 영화이다. 쥘리아 뒤쿠르노가 감독과 각본을 맡았으며, 감독 데뷔작이다. 2016 칸 영화제에서 전 세계 최초로 상영되었다.

## 출연
- 가랑스 마릴리에 - 쥐스틴 역
- 엘라 룸프 - 알렉시아 역
- 라발 내 우펠라 - 아드리앙 역
- 로랑 뤼카스 - 아버지 역
- 보리 라네스 - 르 루티에 역
- 조아나 프레이스 - 어머니 역
- 마리온 베르노
- 진-루이스 스빌